# Dubh Loch
Dubh Loch är en sjö i Storbritannien.   Den ligger i kommunen Aberdeenshire och riksdelen Skottland, i den norra delen av landet, 600 km norr om huvudstaden London. Dubh Loch ligger 640 meter över havet. Arean är 0,15 kvadratkilometer. Trakten runt Dubh Loch består i huvudsak av gräsmarker. Den sträcker sig 0,4 kilometer i nord-sydlig riktning, och 0,7 kilometer i öst-västlig riktning.